# Emil Zander
Emil Wilhelm Zander, född 28 juni 1867 i Stockholm, död där 4 augusti 1929, var en svensk läkare.
Emil Zander var son till läkaren Gustaf Zander och Fanny Agnes Eleonore Hansen. Efter mogenhetsexamen i Stockholm 1886 blev han medicine kandidat vid Karolinska Institutet och 1897 medicine licentiat och 1927 medicine hedersdoktor vid Uppsala universitet. Han var efter fadern föreståndare för Zanderska gymnastikinstitutet i Stockholm från 1897, badläkare i Furusund somrarna 1896–1899 och 1914–1919, överläkare vid Saltsjöbadens badanstalt 1903–1911, läkare vid Stockholms folkskolor och högre folkskola från 1913, badintendent vid Lannaskede hälsobrunn 1924–1925 och vid Söderköpings brunn från 1925 samt konsulterande lärare för elektrokardiografiska undersökningar vid Sabbatsbergs sjukhus från 1925. Efter att i nära tjugo år ha arbetat som vanlig praktiserande läkare vann Zander omkring femtioårsåldern berömmelse som Sveriges förste och en av dess främste specialister på elektrokardiografi. Zander var som forskare lidelsefullt intresserad för exakta metoder, som läkare var han varmt intresserad av sina patienter och även ofta anlitade av sina kolleger, som personlighet vänfast, ideell och utrustad med vidsträckta litterära och musikaliska intressen. Han är begravd på Norra begravningsplatsen utanför Stockholm.